# جيمس هربرت
جيمس هربرت (24 أبريل 1895 في أستراليا - 21 نوفمبر 1957) (بالإنجليزية: James Herbert)‏ هو لاعب كريكت أسترالي.

## وصلات خارجية
- جيمس هربرت على موقع إي آس بي آن كريك إنفو (الإنجليزية)